# Raqueta

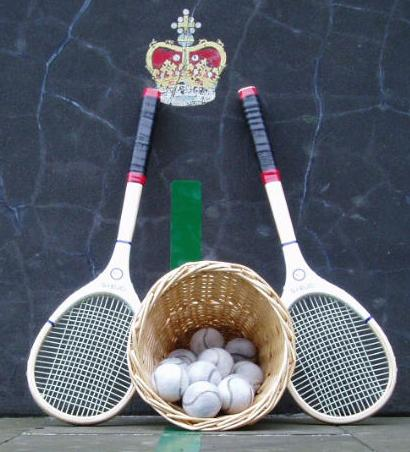
Raquetes i pilotes per a jugar al Tennis reial.

 Una raqueta és un element d'equipament esportiu que s'utilitza per colpejar una pilota o un volant en una varietat d'esports. Una raqueta consta de tres components principals: un extrem eixamplat conegut com el cap, un mànec allargat conegut com l'empunyadura i una connexió reforçada entre el cap i el mànec coneguda com el tronc.

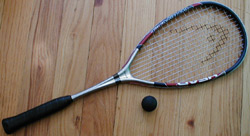
Raqueta i pilota d'esquaix.

Hom coneix els jocs que la utilitzen, de forma col·lectiva, com a «esports de raqueta»; en són entre d'altres, tennis, bàdminton, esquaix i raquetbol.

## Descripció
La raqueta consisteix en un marc amb un cercle obert i amb una mena de xarxa que ho cobreix.
La raqueta es divideix en tres parts: cap, tronc i mànec:
- Cap o canya. Generalment és de forma ovalada i amb orificis en el marc per l'encordat. L'encordat tibat forma una xarxa, que és la part amb què es colpeja la pilota. No hi ha diferència entre ambdós costats d'una raqueta.
- Tronc. És la part que connecta el cap amb el mànec. Hi ha el logotip del fabricant i altra informació sobre la raqueta.
- Mànec. És la part de la raqueta per on s'agafa. Sol estar cobert per algun tipus de cinta per a no danyar la mà i permetre una major adhesió a la raqueta. La cinta permet adaptar les dimensions de l'empunyadura al gust dels jugadors. Hi ha usuaris que prefereixen un "diàmetre" més gran i altres un de més petit.

## Història
Fins a l'any 1960, el marc es feia tradicionalment de fusta laminada, amb empunyada de cuir i cordons de budell també anomenades catgut. Raquetes de fusta encara s'usen per al tennis reial o Jeu de paume. El 1967 va aparèixer la primera raqueta d'acer dissenyada pel francès René Lacoste. Era més forta i lleugera. Als anys 1970 sorgeixen les raquetes d'alumini que oferien un pes menor, més potència i control. A més s'introduïxen les primeres cordes sintètiques i després vindrien les raquetes de grafit.
Actualment els nous materials han transformat la raqueta en instrument més lleuger, més rígid i amb gairebé el doble de grandària que les primeres raquetes. La majoria de les raquetes es fan de materials sintètics com fibra de carboni, ceràmiques o aliatges. El budell per a cordes s'ha reemplaçat principalment per materials sintètics i amb el temps les raquetes han millorat.

## Raquetes segons l'esport

### Tennis
Al tennis, a mesura que ha passat el temps s'han introduït millores i es van canviant algunes coses. La raqueta de tenis ha evolucionat a través de més de sis segles d'història que té aquest esport. Fins al segle XV el Real Tennis o jeu de paume l'esport del que finalment ha derivat el tennis es jugava amb la mà. No va ser fins aleshores quan es van començar a utilitzar les raquetes. Al segle xvi les raquetes que s'utilitzaven per jugar eren una mica més petites de les d'ara i el cordatge era diagonal en lloc d'horitzontal. A partir del segle xvii les raquetes van augmentar la seva mida per arribar a ser molt més semblants a les modernes. Aquestes primeres raquetes no diferenciaven el mànec. Al segle xix es va produir la primera evolució destacada de raquetes de tenis. El mànec es va diferenciar, el cordatge ja era vertical i horitzontal i es van deixar de fabricar les raquetes amb una sola peça. No obstant, fins al tercer quart del segle xix es jugava principalment al Real Tennis o jeu de paume (esport del qual deriva el tenis que es jugava a pista coberta) i per aquest motiu les raquetes estaven una mica inclinades cap a un costat.
Al pas del segle xix al segle xx es van començar a emprar materials com caoba, noguera, freixe o roure per fabricar raquetes amb l'objectiu de reduir el pes. Per al grip es cercava la millor agafada i per això s'utilitzava fusta d'auró, cedre, bedoll i til·ler. A partir de 1930 es s'introdueix un clau de forma transversal al coll de la raqueta. L'objectiu era trobar solidesa. Poc després apareixen les raquetes amb el cor obert.
Durant els anys 1940 les marques comencen a fabricar-ne de forma industrial, quasi tota amb làmines de fusta. Llavors apareixen algunes marques com Slazenger, Dunlop, Spalding i Wilson. Encara que la primera que es va fabricar va ser per part de Dunlop el 1938 llançant el primer prototip de la raqueta Maxply. Aquesta es fabricava amb fusta laminada.
El marc es feia tradicionalment de fusta i amb cordons de budell es feien les cordes. La fusta encara s'usa per el tennis real, raquetes i xare.
Fins a la dècada dels 60 la majoria de les raquetes eren de fusta, amb empunyadura de cuir. En 1967, apareix la primera raqueta d'acer dissenyada pel jugador Arthur Ashe. Era més forta i més lleugera que les de fusta. Als anys 70 sorgeixen les raquetes d'alumini que oferien menor pes, més potència i control. A més, s'introdueixen les primeres cordes sintètiques. Després vindrien les raquetes de grafit. Actualment els nous materials han transformat la raqueta en instruments més lleugers, més rígids i amb gairebé el doble de mida que les primeres raquetes. La majoria de les raquetes es fan de materials sintètics, com ara fibra de carboni, ceràmiques o aliatges. El budell per a cordes s'ha reemplaçat principalment per materials sintètics, com el niló.

#### Amortidors
Algunes raquetes poden rebre una peça anomenada "amortidor de vibracions". La mateixa designació indica la seva funció: amortir les vibracions de les cordes de la raqueta.

### Bàdminton

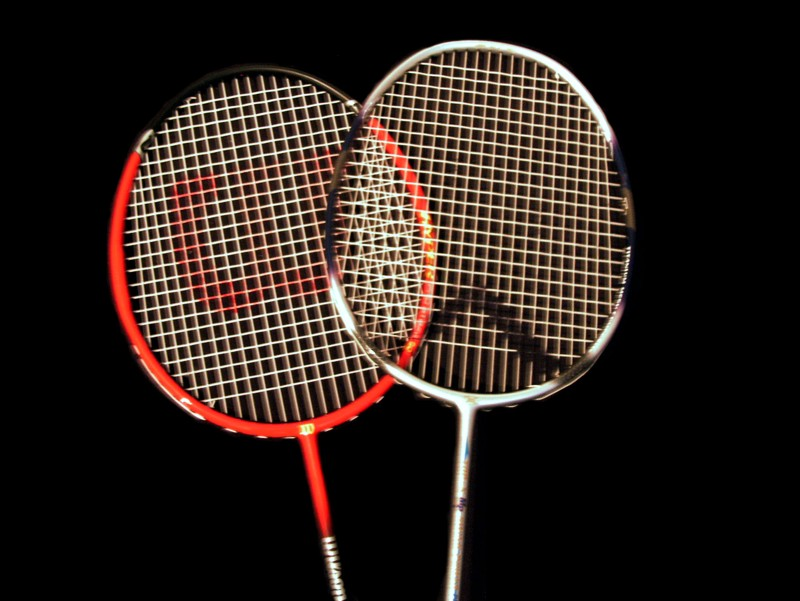
Caps de dues raquetes de bàdminton.

Les raquetes de bàdminton són més lleugeres que les de tennis, i una raqueta d'alta qualitat de raqueta pesa entre 80 i 100 grams (incloent-hi les cordes). Les raquetes modernes són de fibra de carboni, grafit o plàstic reforçat, materials amb els quals es pot fer una varietat de tipus de raquetes. La fibra de carboni té una excel·lent força per al pes de la raqueta, és rígida i proporciona una excel·lent transferència d'energia cinètica.
Hi ha una extensa varietat de dissenys de raquetes, tot i que les mides i les formes estan limitades pels reglaments. Diferents raquetes han estat provades amb diferents característiques que tenen diversos jugadors. La tradicional forma de cap ovalada d'una raqueta continua sent usada, però hi ha caps de forma isomètrica que està en increment actualment a les noves raquetes. Les raquetes isomètriques tenen una forma més ampla (que les raquetes ovalades) a la part superior. Es considera que faciliten el joc dels principiants. Ofereixen una àrea dolça d’impacte més gran. Per contra, en ser més pesants de testa, dificulten el control. Les raquetes ovalades són més duradores.

### Esquaix

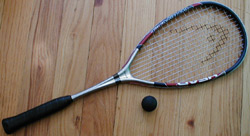
Raqueta i pilotes d'esquaix.

Les raquetes d'esquaix estàndard es regeixen per les regles del joc. Tradicionalment es fabricaven amb fusta laminada (normalment freixe), amb una petita superfície d'encordat i amb cordes de budell natural. Després d'un canvi de regles a mitjans dels anys 80, ara es fabriquen gairebé sempre amb materials compostos, com a fibra de carboni o metalls (grafit, kevlar, titani i/o bor), amb cordes sintètiques. (aproximadament 75 polzades quadrades) i una massa d'entre 90 i 200 grams (4-7 unces).

### Tennis de taula

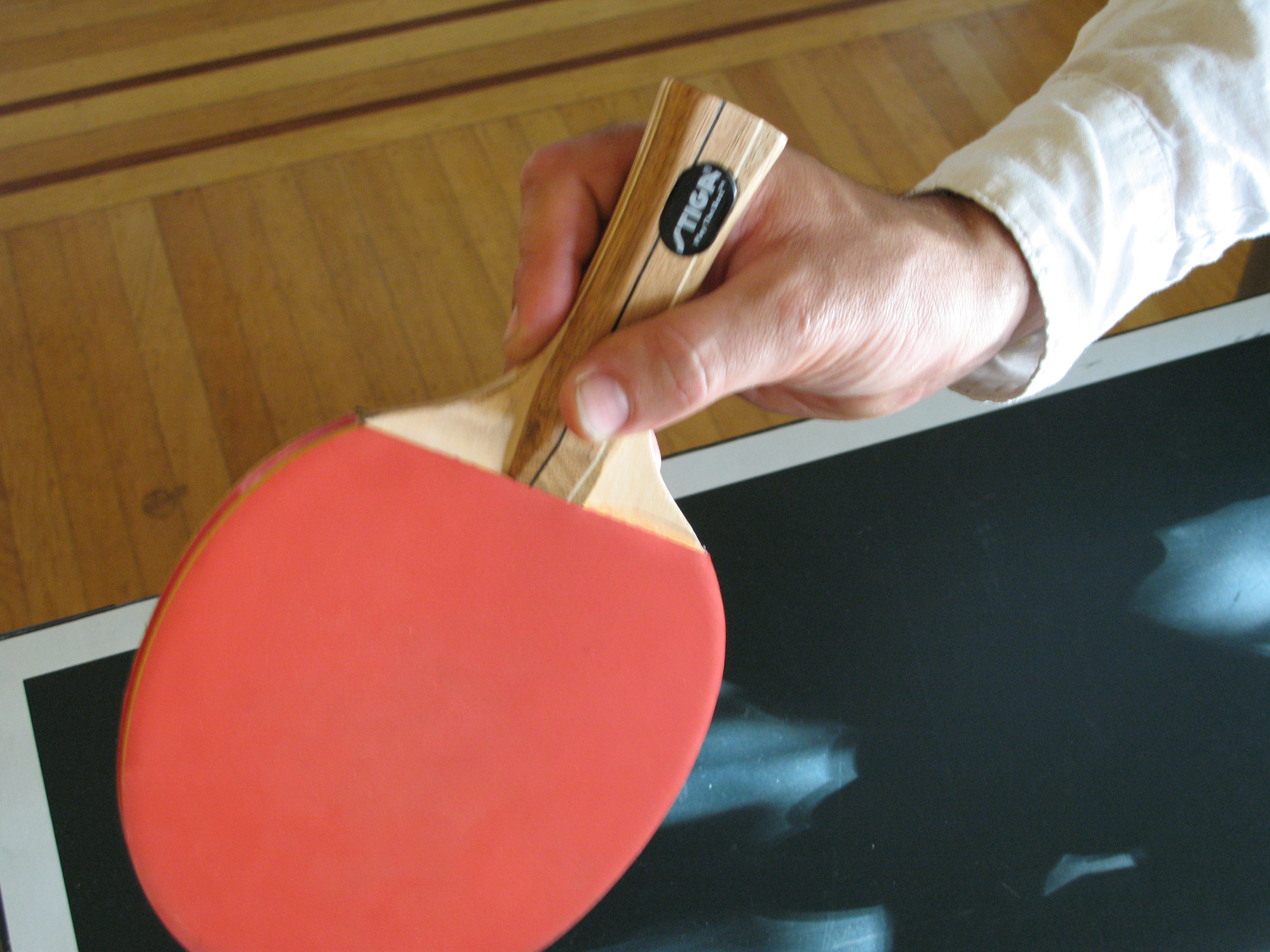
Pala de tennis de taula, mostrant una de les maneres de fer la subjecció.

La raqueta de tennis de taula s'utilitza una raqueta específicament dissenyada per l'esport en sí. Al tennis de taula s'utilitza una raqueta de fusta laminada recoberta de goma per un o dos costats, segons la manera de jugar per part del jugador. A diferència d'una raqueta convencional, no conté cordes enfilades en un marc obert. S'anomena pala, raqueta o bat, i el seu ús varia segons la regió. El terme oficial de la ITTF és “raqueta”.
Les especificacions de les raquetes de tennis de taula es defineixen a la secció 2.4 del manual de la ITTF.

### Pala de pàdel

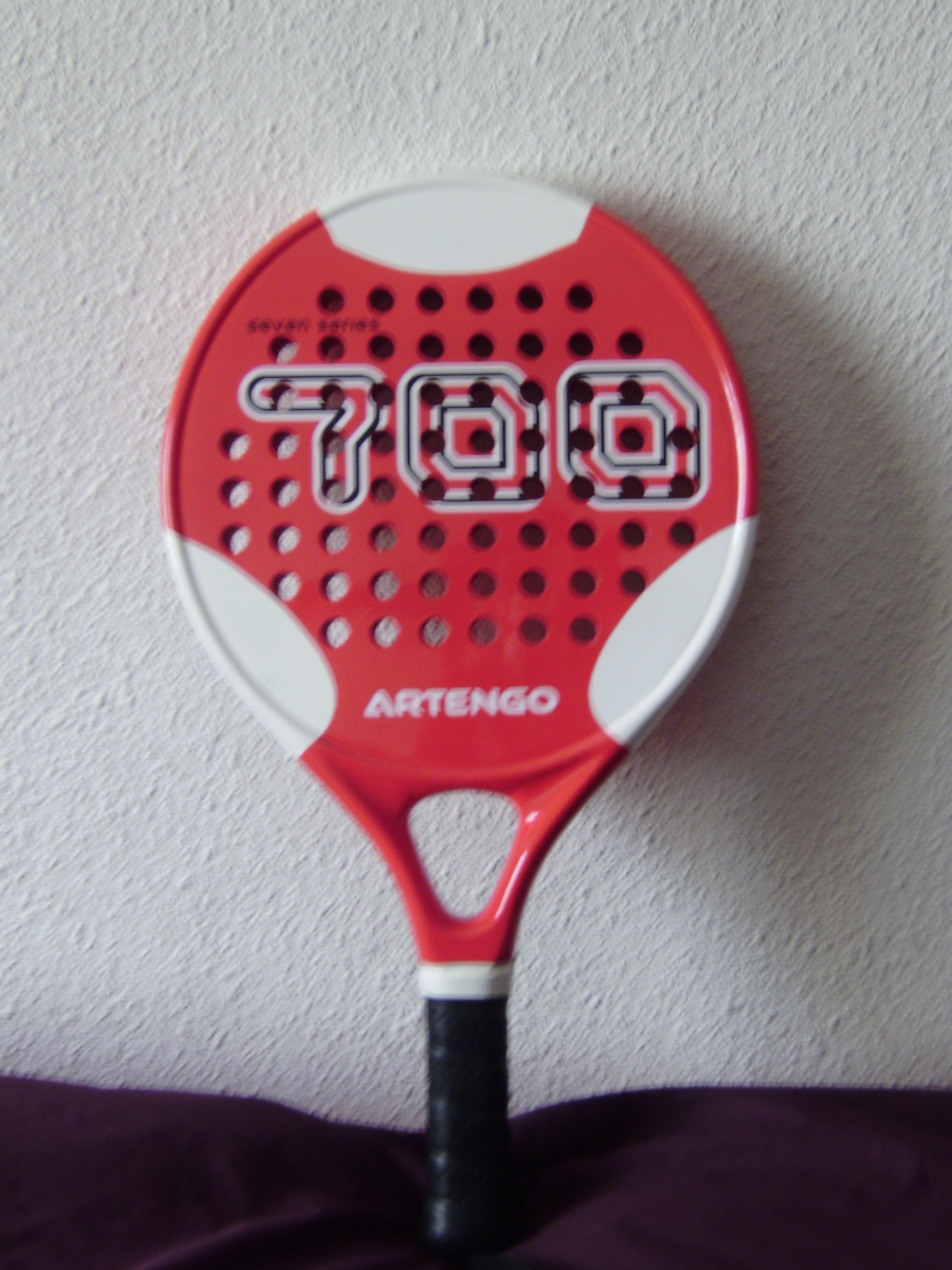
Pala de pàdel

La pala de pàdel és la pala específica per practicar pàdel. Les característiques de la pala són les següents:
- Dimensions de la pala de pàdel (mesures màximes):[10]
  - 45,5 cm de llargada
  - 26 cm d'amplada
  - 38 mm de gruix.
- La pala estarà perforada per un nombre il·limitat de forats a la zona central.
- La superfície de copejament podrà ser plana, llisa o rugosa, no excedint de 30 cm de llargada i 26 cm d'amplada.
- El puny ha de tenir una longitud màxima de 20 cm i un gruix màxim també de 50 mm.

Les parts de la pala són:
- Grip: Part on el jugador agafa la pala
- Cap: Part amb què es colpeja la bola.
- Perfil: Part lateral de la pala.

### Paleta de pilota basca

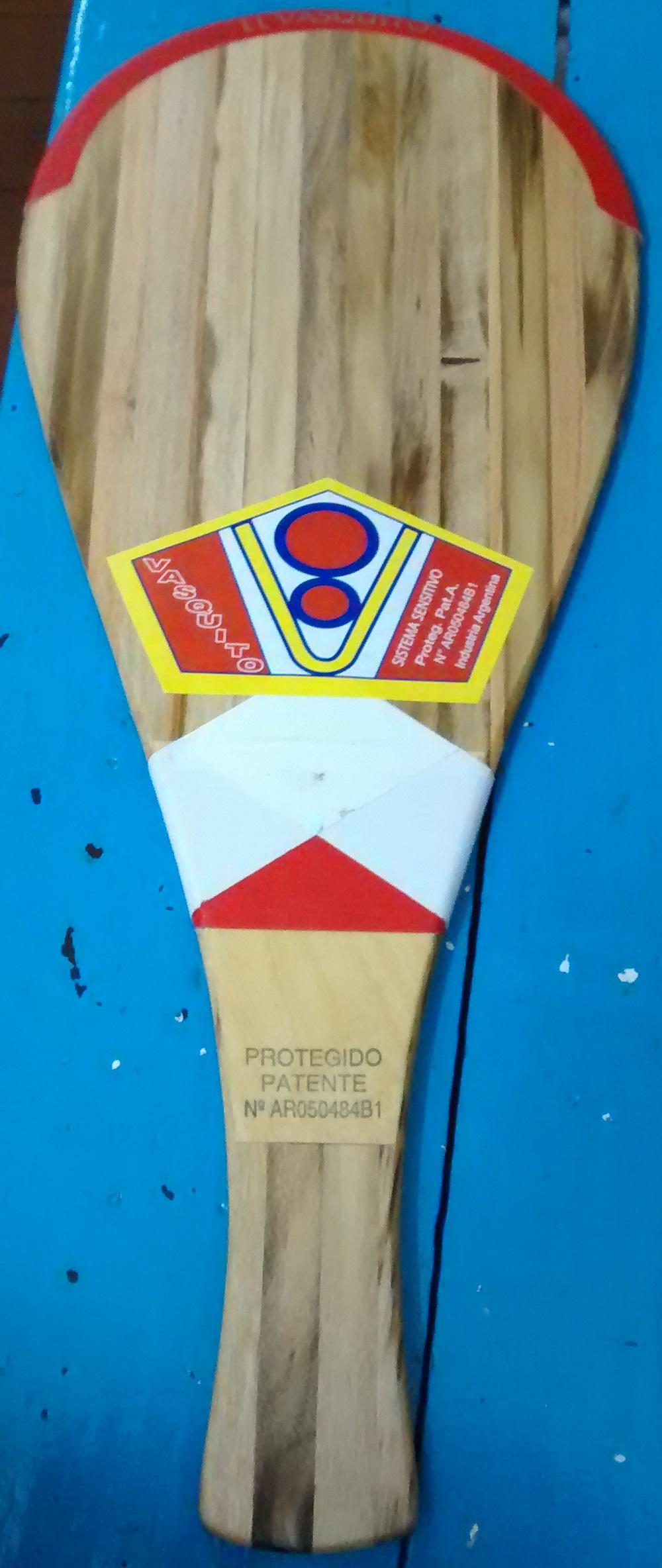
Una paleta de pilota basca.

La paleta de pilota basca és un tipus de pala o raqueta utilitzada per colpejar una pilota en algunes modalitats de la pilota basca. La paleta està construïda de fusta, generalment. La seva forma és una peça sòlida que s'afina en un dels extrems per fer de mànec i s'eixampla a l'altre seguint un disseny oval, per conformar la zona d'impacte amb la pilota. En el seu origen tenia la forma de l'os boví anomenat paleta, que és el que s'utilitzava al principi d'aquesta modalitat. El pinyol s'afinava i donava forma.
Les mides de la paleta argentina són de 50 cm de llargada per 19 cm d'amplada.
En el cas d'Espanya les normes sobre la paleta són a l'article 61 del Reglament de la Federació Espanyola de Pilota. Les paletes tenen les següents dimensions:
- Longitud màxima 55 cm
- Amplada màxima 21,5 cm
- Gruix màxim 1,4 cm
- Pes màxim 500 gr.

## Joan Lluís Vives,  lapilota de venti les raquetes
Ja al segle xvi l'erudit valencià Joan Lluís Vives en els seus Diàlegs compara les maneres de jugar a París i a València per acabar concloent que, llevat d'unes petites diferències, les regles eren les mateixes. Tres personatges, Borja, Cavanilles i Centelles (que ha tornat de París) conversen així:
 Borja: Que n'hi ha a França de jochs públics, com los nostres?
Centelles: De tota França no'n puch parlar. A París, en fet de jochs públics no hi ha; de privats, n'hi ha molts...
Borja: Jugan igual que per aquí?
Centelles: No hi ha gayre diferència...
Cavanilles: A França y a Bèlgica jugan sobre paviments enrajolats plans y llisos.
Borja: Ab quina mena de pilotes jugan?
Centelles: Casi may ab pilotes de vent, com aquí, sinó ab unes pilotes una mica més petites, y molt més dures, de cuyro blanch. La borra no és com en les vostres de pellussa de drap, és de pèl de goç y per tal motiu, jugan rarament ab la palma de la mà.
Borja: Donchs com percuteixen la pilota? ab lo puny? com en les de vent?
Centelles: No, ab una pala.
Borja: Feta de fil?